# Gopi
Gopi (bürgerlicher Name: V. Gopinathan Nair; * 8. November 1937 in Chirayankil, Travancore; † 29. Januar 2008 in Thiruvananthapuram, Kerala) war ein indischer Bühnen- und Filmschauspieler sowie Regisseur.
Gopi war zunächst ausschließlich als Theaterschauspieler tätig, bevor er 1972 sein Filmdebüt unter Adoor Gopalakrishnan in Swayamvaram hatte. Seine Bühnenerfahrung brachte er auch in der Rolle des Zirkusdirektors im Film Thampu (1978) ein. Er spielte dramatische Rollen überzeugend in Adaminte Variyellu (1983, mit Mammootty und Suhasini) und Aaghat (1985, mit Om Puri und Naseeruddin Shah).
In dem Film Njattadi führte er 1979 erstmals selbst Regie. Neben seiner Filmarbeit blieb er dem Theater immer durch Regie- und Schauspielarbeit verbunden. Seit den späten 1980er Jahren war er teilweise gelähmt und trat seltener auf.
Seine Filme sind in Malayalam.